# Barilius neglectus
Barilius neglectus és una espècie de peix cipriniforme de la família dels ciprínids.